# 藤堂高潔
藤堂 高潔（とうどう たかきよ）は、伊勢津藩の第12代（最後）の藩主（知藩事）。藤堂家宗家12代。正室は蜂須賀斉昌養女で蜂須賀昭順の娘の量子。

## 生涯
天保8年（1837年）9月20日に生まれる。嘉永元年12月16日（1849年）、従四位下・侍従・大学頭に叙任する。文久3年（1863年）、父に代わって上京して孝明天皇に拝謁し、御所の警備を務めた。元治元年（1864年）4月18日、左近衛権少将となる。
慶応3年（1867年）12月、朝廷の命令に従い、上洛するものの、ほどなく帰藩する。明治元年（1868年）3月2日、上洛する。同年10月、版籍奉還後の藩政改革を主導し、明治天皇の伊勢神宮参拝においても守備などで尽力した。明治3年（1870年）10月、藩士を解散したことで監物騒動が発生する。
明治4年（1871年）6月28日、病を理由に父が隠退したため、その跡を継いで知藩事となる。しかし同年7月の廃藩置県で免官となった。明治22年（1889年）11月18日、父に先立って53歳で死去した。
賢明温厚で書画の才にも優れていたと言われている。絵は、渡辺崋山に師事し、花卉図を得意としたという。また謡の腕前も免許皆伝の腕前で、自邸や実弟、黒田長知の赤坂の黒田邸に出入りし、喜多六平太にも稽古を付けた程であった。

## 栄典
- 1884年（明治17年）7月7日 - 伯爵[1]
- 1889年（明治22年）11月19日 - 従三位[2]

## 家族
- 父：藤堂高猷
- 母：橋本氏 − 側室
- 正室：藤堂量子 − 蜂須賀昭順の娘、蜂須賀斉昌の養女
  - 長男：藤堂高紹（1884-1943）
  - 次女：藤堂銑子（1880-1929）子爵高倉永則夫人
  - 三女：藤堂鋀子（1882-1963）男爵常磐井尭猷夫人後に子爵牧野忠篤夫人